# László Zarándi
László Zarándi (Kiskunfélegyháza, 10 giugno 1929 – 14 agosto 2023) è stato un velocista ungherese.

## Palmarès

### Olimpiadi
- Bronzo a Helsinki 1952 nella staffetta 4×100 metri

### Europei
- Oro a Berna 1954 nella staffetta 4×100 metri